# Thérèse-Marguerite du Sacré-Cœur de Jésus
Anna Maria Redi (en religion Thérèse-Marguerite du Sacré-Cœur de Jésus), née le 15 juillet 1747 à Arezzo, en Toscane et morte le 7 mars 1770 à Florence, est une religieuse carmélite italienne. Grande contemplative, elle a été déclarée sainte par l'Église catholique en 1934.

## Biographie

### Enfance
Anna Maria Redi est née le 15 juillet 1747 à Arezzo, en Toscane dans une famille noble : les Redi. Son père est Ignace Redi.
Elle est  baptisée le 16 juillet. Très jeune elle fait preuve d'une grande piété, et elle pose souvent la question autour d'elle « Dites-moi, qui est ce Dieu ? ».
Elle étudie chez les bénédictines de Florence. Bien que celles-ci pronent le Jansénisme, Anna Maria découvre chez elles la dévotion au Sacré-Cœur de Jésus.
Durant ses récréations, elle a cette réflexion : « Pendant que nous nous amusons, Jésus pense à nous ! ».
Un an après la fin de ses études et son retour dans sa famille, elle exprime son désir de rentrer au Carmel. Son père, très pieux, a le cœur brisé par cette annonce, mais il choisit de ne pas s'opposer à la volonté de sa fille.

### Le Carmel
Anna Maria Redi entre  au couvent de Sainte-Thérèse à Florence le 1er septembre 1764 (elle a 17 ans). Elle reçoit l’habit de carmélite le 11 mars 1765 sous le nom de sœur Thérèse Marguerite du Sacré-Cœur de Jésus. Carmélite, elle vit dans la prière et la pénitence.
Elle se voit chargée la mission d’infirmière dans sa communauté. Elle prodigue ses soins sans mouvement d’humeur et avec patience.
Bien qu'elle ait d'habitude une bonne santé, le 7 mars 1770 elle ressent quelques douleurs qui sont mal diagnostiquées. Il s'agit en fait d'un début de gangrène.
Alors qu'elle souffre atrocement, elle trouve encore la patience et la charité de s'occuper des religieuses malades en prodiguant des conseils à une autre sœur sur les soins à leur donner.
Après 18 heures de souffrances affreuses, elle meurt d'une gangrène généralisée ce même 7 mars 1770 à l'âge de 22 ans.
Malgré ses terribles souffrances, elle meurt paisiblement, le regard fixé sur son crucifix qu’elle tient en ses mains.

### L'incorruptibilité du corps
À sa mort, le corps de la carmélite est déjà très altéré et enflé (par la gangrène), à tel point qu’on songe à ne pas exposer sa dépouille à la grille du parloir (comme c’était la coutume pour les carmélites). Mais dès que les religieuses commencent à transporter son corps, un changement se produit : la couleur bleuâtre de son visage et de son cou fait place à une délicate pâleur, le visage prend un éclat rosé, le corps devient mince et souple.
La défunte semble d’une beauté rayonnante plus qu’elle ne l’avait été de son vivant.
Du coup, on retarde l’inhumation de 15 jours pour permettre un plus grand nombre de visites, et le corps de Thérèse Marguerite du Sacré-Cœur de Jésus demeure dans le même état. Son corps en répand même un parfum agréable.
Son corps, maintenant desséché mais toujours intact, repose maintenant dans une châsse en verre au monastère de Florence. Il s'agit d'un des nombreux cas d'incorruptibilité.

### Spiritualité
Son directeur spirituel, le père Ildephonse de St-Aloysius Gonzaga, lors de son procès canonique expliquera son itinéraire spirituel : elle a suivi le  chemin thérésien d’une « contemplation assidue de la sainte humanité de Jésus, Verbe incarné jusqu'au Verbe de Dieu au sein de la Trinité ». Sa dévotion au Sacré-Cœur explique tous les aspects de sa spiritualité et de sa vie religieuse.
Dans l'ordre du Carmel, Thérèse Marguerite Redi n'est pas considérée comme « un maître spirituel » mais comme « un témoin ». Elle a témoigné par sa vie au Carmel, dans son expression ascétique et contemplative la plus pure, que notre vie est capable de conduire l’âme à l’union la plus intime avec Dieu. Le Sacré-Cœur de Jésus, où elle a su se cacher pour aimer, est la demeure où elle nous invite.
Le père Ildephonse témoignera aussi que la sainte a eu une grande grâce contemplative un dimanche après la Pentecôte de 1767 qui l'a éclairée sur la compréhension de l'amour de Dieu et de la Trinité, éclairage qu'elle a pu partager avec le père, et par la même l'instruire.
Citation de Thérèse Marguerite du Sacré-Cœur de Jésus : « cet amour (dont Dieu nous aime) est l'amour même dont Dieu s'aime lui-même de toute éternité, c'est l'esprit de Dieu, qui est sa vie et son souffle, qui est l'Esprit Saint. ... En outre, quand il est dit que celui qui est dans la charité est en Dieu et Dieu en lui, cela signifie qu'il vit de la vie de Dieu, et Dieu, d'une certaine manière, la vie de sa vie ».

## Canonisation
Elle est béatifiée par le pape Pie XI le 9 juin 1929 et canonisée toujours par Pie XI le 13 mars 1934.
Elle figure dans le Martyrologe romain au 7 mars, jour de sa mort (dies natalis), mais elle est fêtée le 1er septembre par l'Église catholique, et avec rang de mémoire pour l'ordre du Carmel.

## Portraits
Les plus anciennes peintures de la sainte ont été réalisées par l'artiste A.Piatoli, immédiatement après la mort de Thérèse Marguerite Redi.
Ces peintures sont conservées dans le monastère Sainte-Thérèse de Florence.